# Battaglia di Neumarkt-Sankt Veit
La battaglia di Neumarkt-Sankt Veit del 24 aprile 1809 vide una forza franco-bavarese guidata dal maresciallo Jean-Baptiste Bessières fronteggiare un esercito dell'Impero austriaco comandato dal generale Johann von Hiller. La forza numericamente superiore di Hiller ottenne una vittoria sulle truppe alleate, costringendo Bessières a ritirarsi verso ovest. Neumarkt-Sankt Veit si trova a dieci chilometri a nord di Mühldorf e a 33 chilometri a sud-est di Landshut, in Baviera.
Il 10 aprile 1809 l'invasione a sorpresa da parte dell'Arciduca Carlo del Regno di Baviera mise in posizione di svantaggio la Grande Armée dell'imperatore Napoleone I di Francia. Tuttavia il successivo 19 aprile, l'arciduca non riuscì a sfruttare le sue opportunità e Napoleone colpì duramente l'ala sinistra austriaca sotto Hiller. Dopo le battaglie del 20 e 21 aprile, le truppe di Hiller furono costrette a ritirarsi a sud-est.
Avendo temporaneamente eliminato Hiller, Napoleone si rivolse a nord, muovendo il suo esercito principale contro l'Arciduca Carlo. Il 22 e il 23 aprile, i franco-tedeschi sconfissero l'esercito di Carlo costringendolo a ritirarsi sulla riva nord del Danubio. Nel frattempo, Napoleone mandò Bessières a inseguire l'ala sinistra austriaca con forze minori. Non sapendo che Carlo era stato sconfitto, Hiller si voltò verso il suo inseguitore, sconfiggendolo vicino a Neumarkt-Sankt Veit. Una volta scoperto che era rimasto isolato sulla riva sud, di fronte all'esercito principale di Napoleone, Hiller si ritirò rapidamente verso est in direzione di Vienna.

## Contesto storico
Il 10 aprile 1809, l'Arciduca Carlo invase il Regno di Baviera con 209 000 soldati austriaci e 500 pezzi di artiglieria. Una serie di ordini dell'imperatore Napoleone in quel momento a Parigi fu trasmessa male e fraintesa dal maresciallo Louis Alexandre Berthier. Quando Napoleone arrivò al fronte il 17, il suo esercito franco-tedesco andò incontro a una sconfitta totale. La mattina del 19, Carlo ottenne una posizione nella quale avrebbe potuto mettere a dura prova l'isolato III corpo del maresciallo Louis Nicolas Davout. Tuttavia questi sfuggì alla sconfitta nella dura battaglia di Teugn-Hausen .
Il 20 aprile l'ala sinistra austriaca era sparpagliata su un fronte di 13 chilometri dietro il fiume Abens, da Mainburg a sud fino a Biburg a nord. L'ala sinistra era costituita dal V Armeekorps del feldmaresciallo Luigi d'Asburgo-Lorena, o Arciduca Luigi d'Austria, dal VI Armeekorps guidato dal feldmaresciallo Hiller, dal piccolo II Armeekorps di riserva comandato da felmarescialo Michael von Kienmayer, e da un distaccamento del III Armeekorps. In totale, c'erano circa 42 000 austriaci. Napoleone lanciò 55 000 uomini contro i suoi nemici nella battaglia di Abensberg, infliggendo loro 6 710 morti e costringendoli a ritirarsi. Al comando dell'ala sinistra fin dal suo arrivo quella mattina Hiller scelse di continuare a ritirarsi verso sud a Landshut, separando così i tre corpi di Hiller dal corpo principale dell'Arciduca Carlo che si trovava nei pressi di Ratisbona.
Napoleone sconfisse nuovamente Hiller nella battaglia di Landshut il 21 aprile, impadronendosi di un passaggio sopra l'Isar e respingendo gli austriaci più a sud-est. Fino alle 2:30 del 22 aprile, Napoleone credeva ancora erroneamente che i tre corpi di Hiller rappresentassero il corpo principale dell'esercito austriaco. Quando realizzò il suo errore, mandò la maggior parte delle sue truppe in marcia verso nord per distruggere l'Arciduca Carlo. Il 22 aprile i franco-tedeschi sconfissero Carlo nella battaglia di Eckmühl e lo costrinsero a ritirarsi attraverso Ratisbona sulla riva nord del Danubio il giorno seguente. Napoleone ordinò a Bessières di inseguire Hiller e gli affidò una divisione di cavalleria rinforzata e due divisioni di fanteria.
A mezzogiorno del 23 aprile il grosso delle forze di Hiller, che contava tra i 27 000 e i 28 000 soldati era posizionato nei pressi di Mühldorf e Neuötting sull'Inn. Una divisione di 10 000 unità sotto il feldmaresciallo Franjo Jelačić teneva Monaco di Baviera. La brigata del feldmaresciallo Dedovich del IV Armeekorps, che aveva occupato Passavia, fu assegnata al comando di Hiller e trasferita a Braunau am Inn. Tra il 22 e il 23 Hiller notò che l'inseguimento francese si era allentato e decise di contrattaccare. Una lettera dell'imperatore Francesco I, che lo spingeva a difendere il fianco sud dell'arciduca Carlo, aveva rafforzato la determinazione del comandante dell'ala sinistra. Né l'imperatore né Hiller si resero conto che Carlo si era già ritirato sulla riva nord del Danubio.

## La battaglia

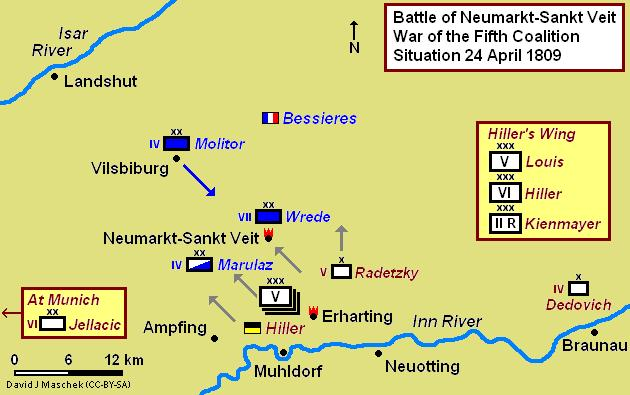
Battaglia di Neumarkt-Sankt Veit, 24 aprile 1809

La notte del 22 aprile Napoleone ordinò a Bessières di far avanzare la divisione bavarese del VII Corpo del tenente generale Carl Philipp von Wrede, la divisione di fanteria francese del IV Corpo d'armata del generale di divisione Gabriel Jean Joseph Molitor, e la divisione di cavalleria del IV Corpo del generale di brigata Jacob François Marulaz. L'imperatore pianificò per l'inseguimento di attraversare l'Inn e catturare Braunau am Inn. Il 24 Napoleone ordinò al maresciallo François Joseph Lefebvre, comandante del VII Corpo, di servirsi della divisione del tenente Generale Ludovico I di Baviera per riconquistare Monaco di Baviera ai danni di Jelačić. Se necessario, egli avrebbe potuto chiamare anche la divisione bavarese del tenente generale Deroy. Bessières, con la divisione di Wrede, raggiunse Neumarkt-Sankt Veit il 22 aprile. Da lì mandò Marulaz in esplorazione verso il fiume Inn.
Verso la fine della giornata del 23 aprile Hiller riattraversò l'Inn a Mühldorf e ordinò a Jelačić di avanzare da Monaco verso Landshut. Quel giorno la guardia avanzata di Marulaz marciava in direzione sudest verso l'Inn. A poca distanza a nord di Mühldorf, nel villaggio di Erharting, il 3º reggimento cacciatori a cavallo si scontrò con gli elementi avanzati di Hiller. I cavalieri francesi si ritirarono rapidamente verso due unità di supporto, il 19º cacciatori a cavallo e un battaglione di fanteria. Marulaz si ritirò in direzione di Neumarkt-Sankt Veit.
La mattina del 24 aprile Hiller avanzò su tre colonne. La sua colonna di destra, forte di 12 battaglioni di fanteria e nove squadroni di cavalleria, attaccò Wrede alle 8:00 del mattino. Il generale bavarese occupava le alture a sud-est di Neumarkt con 10 battaglioni e otto squadroni. All'estrema destra una guardia avanzata sotto Joseph Radetzky von Radetz si diresse a nord verso Landau an der Isar. La colonna centrale di Hiller colpì la posizione di Marulaz e respinse la cavalleria. Oltre alla sua divisione, Marulaz disponeva della brigata leggera di cavalleria del generale di brigata Charles Claude Jacquinot aggregata dal III Corpo.
Di fronte agli assalti austriaci Wrede mantenne la sua posizione fino a mezzogiorno. Vedendo che le opposte colonne di fiancheggiamento minacciavano di aggirare i suoi bavaresi, attorno alle 13:00 Bessières ordinò un ritiro. A questo punto Molitor era arrivato da Vilsbiburg e mandò due reggimenti per coprire la ritirata di Wrede mentre teneva alla riserva gli altri due. Ciononostante gli austriaci continuarono a impegnare duramente i bavaresi e catturarono Neumarkt verso le 15:00. I soldati di Wrede subirono perdite significative mentre attraversavano il fiume Rott. Appena i suoi nemici ebbero attraversato il Rott, che confluisce verso est nell'Inn vicino a Schärding, Hiller interruppe la battaglia. Bessières condusse quindi un ordinato ritiro verso Vilsbiburg.

## Conseguenze
Lo storico inglese Francis Loraine Petre riporta il numero di vittime austriache in 776 tra morti e feriti, più 122 presi prigionieri. Sempre secondo Petre, Wrede perse 586 uomini tra morti e feriti. Digby Smith elenca 1 692 bavaresi uccisi o feriti, più altri 910 dispersi o catturati. Smith annota che gli austriaci patirono 800 vittime Al totale di Smith devono essere aggiunte le perdite di Bessières che ne lamentò circa 200 tra la cavalleria.
Nella notte del 24 aprile Hiller ottenne la notizia della sconfitta dell'Arciduca Carlo e immediatamente si ritirò a Neuötting.
Jelačić non fu in grado di eseguire i suoi ordini di minacciare Landshut. Appreso della sconfitta dell'arciduca Carlo, evacuò Monaco la sera del 23. Quando poi ricevette gli ordini di Hiller redatti il 23, cercò di rioccupare Monaco. Prima di raggiungere la capitale bavarese, ricevette tuttavia nuovi ordini da Hiller che lo istruiva di ritirarsi a Salisburgo. Alla fine, il corpo dell'Armée d'Italie del generale di divisione Paul Grenier distrusse la divisione errante di Jelačić il 25 maggio nella battaglia di Sankt Michael in Stiria
Quando Napoleone ricevette la notizia della battaglia di Neumarkt, mandò il maresciallo Jean Lannes con un corpo di 25 000 a sostegno di Bessières. A questo punto Hiller era ormai in piena ritirata verso est. L'imperatore francese ordinò quindi ad André Masséna e al IV Corpo di prendere la strada per Passavia, mentre Bessières e Lannes (che ora guidava il II Corpo) avrebbero preso una direzione più a sud. La successiva grande azione sarebbe stata la battaglia di Ebelsberg del 3 maggio..